# 메이지촌 (고치현 가미군)
메이지촌(明治村)은 일본 고치현 가미군에 설치되었던 촌이다. 현재의 가미시의 일부에 해당한다.